# 花のこころ
『花のこころ』（はなのこころ）は、1985年10月6日にTBS系列の東芝日曜劇場1500回記念として3時間放送されたテレビドラマ。1979年に放送された『女たちの忠臣蔵』同様、30.9%という高視聴率を獲得した。脚本は橋田壽賀子、プロデューサーは石井ふく子。

## 出演
| - おらん→おらく：小林綾子→大原麗子 - 徳川家光：石坂浩二 - 鷹司孝子：佐久間良子 - 春日局：森光子 - 宗兵衛（おらくの父）：新克利 - みつ（おらくの母）：竹下景子→池内淳子 - おしの（おらくの妹）：上中はるか→岸本加世子 - 小助（おらくの弟）：柴田一幸→美木良介 - 七澤清宗（みつの後の夫）：小林桂樹 - 嘉助（おらくの幼馴染）：前田晃一→中井貴一 - 千代（嘉助の妻）：中田喜子 - クラ（嘉助の祖母）：赤木春恵 - 松平信綱：田村高廣 - 堀田正盛：下條正巳 - 永井尚政：宇津井健 - 寿満（尚政の妻）：香川京子 - 阿部忠秋：山内明 - きぬ：長山藍子 - 長生局：波乃久里子 - お春（大奥女中）：榊原郁恵 - おちか（大奥呉服の間頭）：水谷良重 | - 長田仲則：菅野菜保之 - 田澤伊織：瑳川哲朗 - 小枝（侍女）：大空眞弓 - ヤス（庄屋の女房）：杉村春子 - キク（庄屋の娘）：泉ピン子 - 正吉（キクの夫）：大和田獏 - 太吉（船頭）：仲本工事 - 春日局の侍女：磯野洋子 - おゆみ：大鹿次代 - 春日局の侍女：上村香子 - 村の女房：三崎千恵子 - 留守居役：木田三千雄 - 吉原の客：ストロング金剛 - 吉原の男衆：藤堂新二 - まきのかずこ - 益海愛子 - 美山富美子 - 横井徹 - 渡辺陽子 - 青柳喜伊子 |

## スタッフ
- 脚本：橋田壽賀子
  - 橋田壽賀子『花のこころ』ラインブックス〈東芝日曜劇場名作集〉、1994年5月。ISBN 978-4847012044。
  - 橋田壽賀子『花のこころ』集英社〈集英社文庫〉、1996年2月。ISBN 978-4087484267。
- プロデューサー：石井ふく子
- 音楽：木下忠司
- 演出：鴨下信一
- ナレーション：奈良岡朋子